# Okay Yokuşlu
Okay Yokuşlu (ur. 9 marca 1994 w Izmirze) – turecki piłkarz, grający na pozycji defensywnego pomocnika West Bromwich Albion oraz w reprezentacji Turcji. Uczestnik Mistrzostw Europy 2020.

## Kariera piłkarska
Swoją karierę piłkarską Okay Yokuşlu rozpoczął w 2002 roku w klubie z rodzinnego Izmiru, Karşıyaka SK. W 2006 roku podjął treningi w juniorach innego klubu z tego miasta, Altay SK. W 2009 awansował do pierwszego zespołu. 20 stycznia 2010 zadebiutował w jego barwach w 1. Lig w przegranym 0:1 wyjazdowym meczu z Kartalsporem. W Altay SK grał do końca sezonu 2010/2011.
Latem 2011 roku Okay Yokuşlu przeszedł do Kayserispor, u grającego w Süper Lig. W Kayserisporze swój ligowy debiut zanotował 16 września 2011 w przegranym 0:1 domowym meczu z Antalyasporem. W sezonie 2012/2013 spadł z Kayserisporem do 1. Lig. W sezonie 2013/2014 wywalczył mistrzostwo 1. Lig i wrócił do Süper Lig.
We wrześniu 2015 roku Okay Yokuşlu odszedł do Trabzonsporu. W klubie tym swój debiut zaliczył 15 sierpnia 2015 w wygranym 1:0 domowym spotkaniu z Bursasporem.
| Sezon   | Klub                      | Kraj      | Rozgrywki        | Mecze | Gole |
| ------- | ------------------------- | --------- | ---------------- | ----- | ---- |
| 2009/10 | Altay SK                  | Turcja    | 1. Lig           | 12    | 2    |
| 2010/11 | Altay SK                  | Turcja    | 1. Lig           | 21    | 2    |
| 2011/12 | Kayserispor               | Turcja    | Süper Lig        | 27    | 3    |
| 2012/13 | Kayserispor               | Turcja    | Süper Lig        | 24    | 0    |
| 2013/14 | Kayserispor               | Turcja    | Süper Lig        | 25    | 1    |
| 2014/15 | Kayserispor               | Turcja    | 1. Lig           | 31    | 4    |
| 2015/16 | Trabzonspor               | Turcja    | Süper Lig        | 27    | 2    |
| 2016/17 | Trabzonspor               | Turcja    | Süper Lig        | 29    | 2    |
| 2017/18 | Trabzonspor               | Turcja    | Süper Lig        | 30    | 2    |
| 2018/19 | Celta Vigo                | Hiszpania | Primera División | 30    | 2    |
| 2019/20 | Celta Vigo                | Hiszpania | Primera División | 26    | 0    |
| 2020/21 | Celta Vigo                | Hiszpania | Primera División | 12    | 0    |
| 2020/21 | West Bromwich Albion F.C. | Anglia    | Premier League   | 16    | 0    |

## Kariera reprezentacyjna
Okay Yokuşlu grał w młodzieżowych reprezentacjach Turcji na różnych szczeblach wiekowych. W 2010 roku wystąpił z reprezentacją Turcji U-17 na Mistrzostwach Europy U-17. Z Turcją dotarł do półfinału. Z kolei w 2013 roku zagrał z reprezentacją Turcji U-20 na Mistrzostwach Świata U-20.
W reprezentacji Turcji Okay Yokuşlu zadebiutował 17 listopada 2015 roku w zremisowanym 0:0 towarzyskim meczu z Grecją, rozegranym w Stambule. W 74. minucie tego meczu zmienił Olcaya Şahana.